# Karl Erik Olsson
Karl Erik Olsson (n. 23 februarie 1938, Helsingborgs Maria church parish⁠(d), Malmöhus⁠(d), Suedia – d. 23 ianuarie 2021, Helsingborg, Suedia) a fost un om politic suedez, membru al Parlamentului European în perioada 1999-2004 din partea Suediei. 